# Sadovoe (Blagoveščensk)
Sadovoe (in lingua russa Садовое) è un centro abitato dell'Oblast' dell'Amur, situato nei confini dell'insediamento xi tipo urbano di Blagoveščensk.